# Ndompetelo Mbabu
Ndompetelo Mbabu (ur. 6 marca 1970) – kongijski piłkarz grający na pozycji pomocnika.

## Kariera klubowa
W swojej karierze piłkarskiej Mbabu był między innymi zawodnikiem klubu AS Vita Club z Kinszasy.

## Kariera reprezentacyjna
W reprezentacji Demokratycznej Republiki Konga Mbabu 23 stycznia 2000 w meczu Pucharze Narodów Afryki 2000, zremisowanym 0:0 z Algierią. Na tym turnieju rozegrał także spotkanie z Republiką Południowej Afryki (0:1), które było jego drugim i ostatnim w kadrze narodowej.